# Cindy Burger (voetballer)
Cindy Burger (Den Haag, 3 september 1980) is een Nederlands ex-voetbalster die onder meer uitkwam voor Willem II, VVV-Venlo en het Nederlands elftal.

## Carrière
Burger begon haar voetbalcarrière in 1991 bij Juventas. Ze werd met de club diverse malen kampioen en doorliep diverse regionale jeugdselecties van de KNVB. In 1997 maakte ze de overstap naar KFC '71 dat uitkwam in de hoofdklasse, maar degradeerde met de club aan het eind van het seizoen naar de Eerste Klasse. In haar tweede seizoen bij de club werd ze kampioen van de Eerste Klasse en wist met het elftal weer promotie af te dwingen naar de hoofdklasse. Tevens werd ze clubtopscorer dat seizoen. Het leverde haar een transfer op naar Ter Leede.
Bij Ter Leede werd ze direct in haar eerste jaar uitgenodigd voor het Nederlands elftal. In haar tweede jaar won ze met de club de dubbel. In seizoen 2001/02 kwam ze met de club uit in de UEFA Women's Cup, waar de ploeg tweede werd in de poule, hetgeen niet genoeg was om een ronde verder te mogen. In het daaropvolgende seizoen werd ze wederom kampioen met Ter Leede. Ook in seizoen 2003/04 werd de club kampioen en werd er tevens beslag geleg op de Fair Play Cup en werd er weer deelgenomen aan de UEFA Women's Cup. In seizoen 2004/05 speelde Burger haar laatste seizoen bij Ter Leede. Ze won de Supercup en nam voor de derde keer deel aan de UEFA Women's Cup. Het zou ook haar laatste seizoen in het Nederlands elftal zijn. Aan het eind van het seizoen stapte ze over naar SteDoCo. Ze speelde daar van 2005 tot 2008. In het laatste seizoen was ze aanvoerder van de ploeg. Ze ging daarna in de Eredivisie spelen, die een jaar daarvoor was opgericht. Vanaf 2008 speelde ze voor Willem II. In 2011 besloot die club te stoppen met vrouwenvoetbal. In januari 2012 kwam ze terug op dat besloot en sloot ze bij VVV-Venlo aan. Na dat seizoen besloot VVV te stoppen met de vrouwentak ten faveure van PSV/FC Eindhoven, waarop Burger wederom besloot te stoppen.

## Erelijst
- Kampioen Eerste Klasse: 1999 (KFC '71)
- Landskampioen Nederland (3x): 2001, 2003, 2004 (Ter Leede)
- KNVB beker (1x): 2001 (Ter Leede)
- Supercup (1x): 2004 (Ter Leede)
- Fair Play Cup (1x): 2004 (Ter Leede)

## Statistieken
| Seizoen | Club      | Land      | Competitie    | Wed. | Goals |
| ------- | --------- | --------- | ------------- | ---- | ----- |
| 1997/98 | KFC '71   | Nederland | Hoofdklasse   | -    | -     |
| 1998/99 | KFC '71   | Nederland | Eerste Klasse | -    | -     |
| 1999/00 | Ter Leede | Nederland | Hoofdklasse   | -    | -     |
| 2000/01 | Ter Leede | Nederland | Hoofdklasse   | -    | -     |
| 2001/02 | Ter Leede | Nederland | Hoofdklasse   | -    | -     |
| 2002/03 | Ter Leede | Nederland | Hoofdklasse   | -    | -     |
| 2003/04 | Ter Leede | Nederland | Hoofdklasse   | -    | -     |
| 2004/05 | Ter Leede | Nederland | Hoofdklasse   | -    | -     |
| 2005/06 | SteDoCo   | Nederland | Hoofdklasse   | -    | -     |
| 2006/07 | SteDoCo   | Nederland | Hoofdklasse   | -    | -     |
| 2007/08 | SteDoCo   | Nederland | Hoofdklasse   | -    | -     |
| 2008/09 | Willem II | Nederland | Eredivisie    | 10   | 2     |
| 2009/10 | Willem II | Nederland | Eredivisie    | 18   | 3     |
| 2010/11 | Willem II | Nederland | Eredivisie    | 21   | 0     |
| 2011/12 | VVV-Venlo | Nederland | Eredivisie    | 10   | 1     |
| Totaal  | Totaal    | Totaal    | Totaal        | 59   | 6     |